# Collegio plurinominale Puglia - 02 (Senato della Repubblica)
Il collegio elettorale plurinominale Puglia - 02 è stato un collegio elettorale plurinominale della Repubblica Italiana per l'elezione del Senato tra il 2017 ed il 2022.

## Territorio
Come previsto dalla legge elettorale italiana del 2017, il collegio era stato definito tramite decreto legislativo all'interno della circoscrizione Puglia.
Il collegio comprendeva la zona definita dai quattro collegi uninominali Puglia - 04 (Brindisi), Puglia - 05 (Lecce), Puglia - 06 (Nardò) e Puglia - 07 (Taranto).

## Dati elettorali

### XVIII legislatura
Come previsto dalla legge elettorale, 193 senatori erano eletti in 33 collegi plurinominali con ripartizione proporzionale a livello regionale tra le coalizioni e le singole liste che avessero superato la soglia di sbarramento stabilita.
Nel collegio venivano eletti 10 senatori.
| Liste          | Liste                                | Proporzionale | Proporzionale | Proporzionale | Maggioritario | Maggioritario | Maggioritario |  |
| Liste          | Liste                                | Voti          | %             | Seggi         | Voti          | %             | Seggi         |  |
| -------------- | ------------------------------------ | ------------- | ------------- | ------------- | ------------- | ------------- | ------------- |  |
|                | Movimento 5 Stelle                   | 444 179       | 42,87         | 3             | 444 179       | 42,87         | 4             |  |
|                | Forza Italia                         | 200 435       | 19,34         | 1             | 352 419       | 34,01         | –             |  |
|                | Lega                                 | 71 686        | 6,92          | 1             | 352 419       | 34,01         | –             |  |
|                | Fratelli d'Italia                    | 40 839        | 3,94          | –             | 352 419       | 34,01         | –             |  |
|                | Noi con l'Italia – UDC               | 39 459        | 3,81          | –             | 352 419       | 34,01         | –             |  |
|                | Partito Democratico                  | 149 170       | 14,40         | 1             | 171 467       | 16,55         | –             |  |
|                | +Europa                              | 11 718        | 1,13          | –             | 171 467       | 16,55         | –             |  |
|                | Italia Europa Insieme                | 6 339         | 0,61          | –             | 171 467       | 16,55         | –             |  |
|                | Civica Popolare                      | 4 240         | 0,41          | –             | 171 467       | 16,55         | –             |  |
|                | Liberi e Uguali                      | 32 193        | 3,11          | –             | 32 193        | 3,11          | –             |  |
|                | Potere al Popolo!                    | 10 227        | 0,99          | –             | 10 227        | 0,99          | –             |  |
|                | CasaPound                            | 8 153         | 0,79          | –             | 8 153         | 0,79          | –             |  |
|                | Italia agli Italiani (FN - MSFT)     | 5 758         | 0,56          | –             | 5 758         | 0,56          | –             |  |
|                | Il Popolo della Famiglia             | 4 997         | 0,48          | –             | 4 997         | 0,48          | –             |  |
|                | Partito Comunista                    | 4 326         | 0,42          | –             | 4 326         | 0,42          | –             |  |
|                | Partito Repubblicano Italiano – ALA  | 1 498         | 0,14          | –             | 1 498         | 0,14          | –             |  |
|                | Lista del Popolo per la Costituzione | 995           | 0,10          | –             | 995           | 0,10          | –             |  |
| Totale         | Totale                               | 1 036 212     | 100           | 6             | 1 036 212     | 100           | 4             |  |
|                |                                      |               |               |               |               |               |               |  |
| Schede bianche | Schede bianche                       | 17 100        | 1,59          |               |               |               |               |  |
| Schede nulle   | Schede nulle                         | 25 256        | 2,34          |               |               |               |               |  |
| Votanti        | Votanti                              | 1 078 568     | 69,79         |               |               |               |               |  |
| Elettori       | Elettori                             | 1 545 372     |               |               |               |               |               |  |

## Eletti

### Eletti maggioritario
| Collegio uninominale | Eletto | Eletto               | Partito |
| -------------------- | ------ | -------------------- | ------- |
| 4. Brindisi          |        | Patty L'Abbate       | M5S     |
| 5. Lecce             |        | Iunio Valerio Romano | M5S     |
| 6. Nardò             |        | Barbara Lezzi        | M5S     |
| 7. Taranto           |        | Mario Turco          | M5S     |

1. ↑  In data 19.02.2021 aderisce al gruppo misto, non iscritti; in data 27.01.2022 al gruppo Uniti per la Costituzione-C.A.L. (Costituzione, Ambiente, Lavoro); in data 29.01.2022 torna nel gruppo misto, non iscritti; in data 27.04.2022 aderisce al gruppo Uniti per la Costituzione-CAL.

### Eletti proporzionale
| Movimento 5 Stelle                                | Forza Italia                  | Partito Democratico | Lega          |
| ------------------------------------------------- | ----------------------------- | ------------------- | ------------- |
|                                                   |                               |                     |               |
| Maurizio Buccarella Daniela Donno Cataldo Mininno | Luigi Vitali Michele Boccardi | Dario Stefano       | Roberto Marti |

1. ↑  Aderisce al gruppo misto, non iscritti; in data 18.01.2021 alla componente «MAIE-Italia 23»; in data 26.01.2021 al gruppo Europeisti-MAIE-Centro Democratico; in data 30.03.2021 torna nel gruppo misto, non iscritti; in data 29.04.2021 aderisce alla componente «Liberi e Uguali-Ecosolidali».
2. ↑  In data 22.06.2022 aderisce al gruppo misto, non iscritti.
3. ↑  In data 19.02.2021 aderisce al gruppo misto, non iscritti; in data 27.01.2022 al gruppo Uniti per la Costituzione-C.A.L. (Costituzione, Ambiente, Lavoro); in data 29.01.2022 torna nel gruppo misto, non iscritti; in data 04.05.2022 aderisce al gruppo Uniti per la Costituzione-CAL.
4. ↑  Proclamato in data 02.12.2021 in sostituzione di Anna Carmela Minuto, la cui elezione nel collegio plurinominale Puglia - 01 è stata annullata in pari data.